# Кечмания 2000
Кечмания 2000 (на английски: WrestleMania 2000) е шестнадесетото годишно pay-per-view събитие от поредицата Кечмания, продуцирано от Световната федерация по кеч (WWF). Събитието се провежда на 2 април 2000 г. в Анахайм, Калифорния.

## Обща информация
Основното събитие е елиминационен мач в четири ъгъла за Титлата на WWF, включващ шампиона Трите Хикса, Скалата, Мик Фоли и Грамадата, който Трите Хикса печели след последното елиминиране на Скалата. Основните мачове на ъндъркарда включват троен мач със стълби за Световните отборни титли на WWF, включващ Острието и Крисчън, Харди бойз и Дъдли бойз, както и тройна заплаха за Интерконтиненталната титла на WWF и Европейската титла на WWF, включващ Кърт Енгъл, Крис Джерико и Крис Беноа.

## Резултати
| №                                         | Резултати | Правила                                                                                        | Време |
| ----------------------------------------- | --- | ---------------------------------------------------------------------------------------------- | ----- |
| 1                                         | Биг Бос Мен и Бул Бучанън побеждават Кръстника и Д'Ло Браун (с Айс Ти) | Отборен мач                                                                                    | 9:02  |
| 2                                         | Хардкор Холи последен елиминира Краш Холи (ш) | Хардкор кралска битка за Хардкор титлата на WWF                                                | 15:00 |
| 3                                         | T & A (Албърт и Тест) (с Триш Стратъс) поб. Head Cheese (Ал Сноу и Стив Блекман) (с Честър Макчийсъртън)                                                                              | Отборен мач                                                                                    | 7:03  |
| 4                                         | Острието и Крисчън поб. Дъдли бойз (Бъба Рей Дъдли и Дивон Дъдли) (ш) и Харди бойз (Джеф Харди и Мат Харди)                                                                           | Троен мач със стълби за Световните отборни титли на WWF                                        | 22:30 |
| 5                                         | Тери Рънълс (с Невероятната Мула) поб. Котката (с Мей Йънг) | Котешки бой с Вал Винъс като специален гост съдия                                              | 2:26  |
| 6                                         | Чайна и Много яко (Гранд Мастър Секси и Скоти Ту Хоти) поб. Радикалите (Дийн Маленко, Пери Сатърн и Еди Гереро)                                                                       | Шесторен междуполов отборен мач                                                                | 9:37  |
| 7                                         | Крис Беноа поб. Крис Джерико (туширан) и Кърт Енгъл (ш) (първи туш) (Интерконтинентална титла) Крис Джерико поб. Крис Беноа (туширан) и Кърт Енгъл (ш) (втори туш) (Европейска титла) | Мач тройна заплаха с два туша за Интерконтиненталната титла на WWF и Европейската титла на WWF | 13:36 |
| 8                                         | Кейн и Рикиши (с Пол Беърър) поб. D-Generation X (Роуд Дог и Екс Пак) (с Тори) | Отборен мач                                                                                    | 4:14  |
| 9                                         | Трите Хикса (ш) (със Стефани Макмеън–Хелмсли) поб. Скалата (с Г-н Макмеън), Мик Фоли (с Линда Макмеън) и Грамадата (с Шейн Макмеън)                                                   | Елиминационен мач за Титлата на WWF                                                            | 36:24 |
| - (ш) – указва шампиона/шампионите в мача | |                                                                                                |       |